# وایت هورس (کالیفرنیا)
وایت هورس (به انگلیسی: White Horse) یک منطقهٔ مسکونی در ایالات متحده آمریکا است که در شهرستان مودوک، کالیفرنیا واقع شده‌است. وایت هورس ۱٬۳۴۸ متر بالاتر از سطح دریا واقع شده‌است.